# Norvège aux Jeux olympiques d'hiver de 1956
Cet article contient des informations sur la participation et les résultats de la Norvège aux Jeux olympiques d'hiver de 1956 à Cortina d'Ampezzo en Italie. La Norvège était représentée par 45 athlètes. 
La délégation américaine a récolté en tout 4 médailles : 2 d'or, 1 d'argent et 1 de bronze. Elle a terminé au 7e rang du classement des médailles.

## Médailles
| Médaille                            | Nom              | Sport               | Compétition          |
| ----------------------------------- | ---------------- | ------------------- | -------------------- |
| Médaille d'or, Jeux olympiques      | Hallgeir Brenden | Ski de fond         | 15 kilomètres hommes |
| Médaille d'or, Jeux olympiques      | Sverre Stenersen | Combiné nordique    | Hommes               |
| Médaille d'argent, Jeux olympiques  | Knut Johannesen  | Patinage de vitesse | 10 000 mètres hommes |
| Médaille de bronze, Jeux olympiques | Alv Gjestvang    | Patinage de vitesse | 500 mètres hommes    |